# Юровський Володимир Михайлович (композитор)
Володи́мир Миха́йлович Юро́вський (*7 (20) березня 1915, Тараща, нині Київської області — † 26 січня 1972) — російський композитор. Заслужений діяч мистецтв РРФСР (1969).

## Біографічні відомості
З 11 років працював тапером. Потім в Українському театрі опери та балету в Києві був помічником суфлера — асистентом диригента.
1938 року закінчив Московську консерваторію (клас композиції Миколи Мясковського).
Автор балетів («Пурпурові вітрила» за однойменним твором Олександра Гріна, 1942), ораторій («Подвиг народу», 1948), чотирьох симфоній, музики до драматичних спектаклів і фільмів, романсів на вірші Шеллі (1936), Сергія Єсеніна (1947).
В основі лібрето опери «Дума про Опанаса» (1940) за однойменним твором Едуарда Багрицького — події громадянської війни в Україні. 1940 року поставлена у Львівському театрі опери та балету імені Івана Франка . 1972 року в Саратові оперу відновив син.
Автор музики до добре відомих радянських мультфільмів «Золота антилопа», та «Зачарований хлопчик», крім того озвучував мультфільми «Верлиока», «Чиї в лісі шишки?», «Ну й Рижик!», «Паровозик з Ромашкова», «Легенда про злого велетня».
Син Михайло Володимирович Юровський і внук Володимир Михайлович Юровський — диригенти.

## Художні та мультиплікаційні фільми озвучені Володимиром Юровським

Будинок Юровських в Таращі

Батько композитора був талановитим фотографом.
Він залишив після себе декілька десятків чудових фотографій дореволюційної Таращі

1. «Кінець Санкт-Петербурга»; х/ф (1927 р.);
2. «Нова Москва»; х/ф (1938 р.);
3. «Висока нагорода»; х/ф (1939 р.);
4. «Ніч у вересні»; х/ф (1939 р.);
5. «Шлях слави»; х/ф (1947 р.);
6. «Таємнича знахідка»; х/ф (1953 р.);
7. «Золота антилопа»; м/ф (1954 р.) (рос. "Золотая антилопа");
8. «У квадраті 45»; х/ф (1955 р.);
9. «Зачарований хлопчик»; м/ф (1955 р.) за мотивами казки шведської письменниці Сельми Лагерльоф (швед. Selma Lagerlöf) «Дивовижна подорож Нільса Хольгерсона з дикими гусками по Швеції» (швед. "Nils Holgerssons underbara resa genom Sverige"), (рос. "Заколдованный мальчик");
10. «Справа № 306»; х/ф (1956 р.);
11. «Верлиока»; м/ф (1957 р.) (рос. "Верлиока");
12. «Мета його життя»; х/ф (1957 р.);
13. «Старий вершник»; х/ф (1959 р.) (рос. "Старый наездник");
14. «Солдатське серце»; х/ф (1959 р.);
15. «Василь Суріков»; х/ф (1959 р.);
16. «Євгенія Гранде»; х/ф за однойменним романом Оноре де Бальзака (1960 р.);
17. «Підводний човен»; х/ф (1961 р.) (рос. "Подводная лодка");
18. «Дуель»; х/ф (1961 р.) (рос. "Дуэль");
19. «Сповідь»; х/ф (1962 р.) (рос. "Исповедь");
20. «Зараз нехай йде»; х/ф (1963 р.) (рос. "Теперь пусть уходит");
21. «Чиї в лісі шишки?»; м/ф (1965 р.) (рос. "Чьи в лесу шишки?");
22. «Ну й Рижик»; м/ф (1967 р.) (рос. "Ну и Рыжик");
23. «Легенда про злого велетня»; м/ф (1967 р.) (рос. "Легенда о злом великане");
24. «Паровозик з Ромашкова»; м/ф (1967 р.) (рос. "Паровозик из Ромашкова").